# Картографија Јерусалима
Мапе Јерусалима се могу поделити на оригиналне чињеничне мапе, копиране мапе и имагинарне мапе, при чему се ове последње заснивају на верским књигама. Мапе су израђиване на различитим материјалима, укључујући пергамент, велум, мозаик, зидне слике и папир. Већина постојећих мапа познатих научницима из премодерног доба припремили су хришћански картографи за хришћанску европску публику. Све мапе које означавају прекретнице у картографији Јерусалима наведене су овде пратећи картографске историје града, од студија Титуса Тоблера и Рајнхолда Рерихта у 19. веку до студија академика Хебрејског универзитета у Јерусалиму Рехава Рубина и Милке Леви-Рубин последњих деценија. У чланку су наведене мапе које су унапредиле картографију Јерусалима пре појаве модерних техника премеравања, показујући како су израда мапа и премеравање побољшали и помогли странцима да боље разумеју географију града. Имагинарне мапе древног града и копије постојећих мапа су искључене.
Мадабска мапа откривена у данашњем Јордану је најстарија позната мапа Јерусалима, у облику мозаика у грчкој православној цркви. Најмање 12 мапа је сачувано од католичких картографа из доба крсташких ратова; цртане су на велуму и углавном приказују град као круг. Познато је око 500 мапа између касних 1400-их и средине 1800-их; значајан пораст броја дугује се проналаску штампарске машине. Прву штампану мапу града нацртао је Ерхард Реувих и објавио 1486. године Бернхард фон Брејденбах у свом делу Peregrinatio in Terram Sanctam, на основу свог ходочашћа из 1483. Мали број картографа је путовао у Јерусалим – већина мапа су биле или копије туђих мапа или су биле имагинарне природе (тј. засноване на читању верских текстова). Прву мапу засновану на стварним теренским мерењима објавио је 1818. године чешки картограф Франц Вилхелм Зибер. Прву мапу засновану на модерним техникама премеравања објавио је Чарлс Вилсон 1864–65. за британски Орднанс Сурвеј.

## Значајне мапе Јерусалима

### Ране верске (6–7. век)
| Датум       | Назив               | Картограф             | Коментари | Слика                                    |
| ----------- | ------------------- | --------------------- | --- | ---------------------------------------- |
| око 560–565 | Мадабска мапа       | непознат              | Најстарија позната мапа Јерусалима и најстарији познати географски подни мозаик у историји уметности. Мозаик је откривен 1884. године, али истраживање није спроведено до 1896. Интензивно је коришћена за локализацију и верификацију локалитета у византијском Јерусалиму, као што су Капија Дамаск, Лавља капија, Златна капија, Сионска капија, Црква Светог Гроба и Давидова кула; 1967. године, ископавања су открила цркву Неа и Кардо Максимус (пут приказан на мапи који пролази кроз центар Јерусалима) на локацијама које је сугерисала Мадабска мапа. | Мозаик Јерусалима из 6. века             |
| око 680     | Аркулфова мапа      | Аркулф преко Адомнана | План основе из прве књиге De Locis Sanctis. Мапа приказује релевантне хришћанске локалитете у међусобном односу. Најранији познати рукопис датира из деветог века, два века након Аркулфовог путовања. Била је то најстарија позната мапа Јерусалима пре открића Мадабске мапе. Аркулф је провео девет месеци у Јерусалиму пре него што је пренео причу о својим путовањима Адомнану, за добробит других ходочасника. Адомнан је написао да је Аркулф цртао своје мапе и планове на воштаним таблицама. Не садрже сви познати рукописи текста мапе и планове.     | Црно-бели цртеж Јерусалима из 7. века    |
| око 785     | Мозаици Ум ар-Расас | непознат              | Део мозаичког пода у центру византијске цркве Светог Стефана у Ум ар-Расасу који приказује Јерусалим, идентификујући га као Хагиа Полис на грчком, Свети град. Мозаички под приказује осам градова западно од реке Јордан, при чему је Јерусалим први, док десна страна приказује седам градова источно од реке Јордан, а унутрашњи углови приказују градове делте Нила. Чини се да је цео мозаик завршен током Абасидског калифата. | Византијски мозаик Јерусалима из 8. века |

### Крсташке мапе (12–14. век)
Крсташке мапе је први пут каталогизовао крајем 19. века Рајнхолд Рерихт; он је каталогизовао осам мапа, које је означио као (1) Брисел, (2) Копенхаген, (3) Фиренца?, (4) Хаг, (5) Минхен (6) Сент Омер, (7) Париз и (8) Штутгарт. Мапа (3) је касније идентификована као Упсалска мапа, а мапа (5) је Аркулфова мапа (погледати одељак изнад). Данас је познато најмање 12 таквих мапа.
Већина крсташких мапа позната је као "округле мапе", које приказују град као савршен круг, што се сматрало симболом "идеалног града". Ове мапе имају јединствене карактеристике, али су све повезане; вероватно је постојао оригинални прототип из којег су ове мапе изведене. Четири од ранијих округлих мапа повезане су са Gesta Francorum; сугерисано је да је илустровање овог текста можда била сврха прототипа округле мапе. Све округле мапе су оријентисане ка истоку, попут Т и О мапа света са којима показују бројне сличности, имају пет капија на несиметричним локацијама и приказују стварни основни улични план Јерусалима. Мапе приказују два централна пута у облику крста, вероватно да представљају римски кардо и декуманус максимус, са додатном улицом која води до Јосафатове капије и – у већини, али не у свим – четвртом улицом која почиње од капије Светог Стефана.
| Датум       | Назив                 | Картограф       | Коментари | Слика                                                                     |
| ----------- | --------------------- | --------------- | --- | ------------------------------------------------------------------------- |
| 1140-те     | Мапа из Камбреа       | непознат        | Из медијатеке агломерације Камбре. Сматра се најтачнијом од крсташких мапа, врло је вероватно заснована на директном знању. Зидови града су приказани у облику ромбоида, из перспективе елевације. Мапа даје имена капијама и кулама, приказује неке главне улице и означава главне зграде и цркве. Свети Гроб је приказан у свом новом крсташком облику и означен као "Anastasis", џамија Ал Акса је означена као "Domus Militum Templi", а приказане су и бројне источне цркве – Мар Саба, Харитонова лавра, Свети Ђорђе, Свети Аврам, Свети Вартоломеј и јакобитска црква Свете Марије Магдалене. | Цртеж Јерусалима из 12. века                                              |
| око 1150    | Бриселска мапа        | непознат        | Округла мапа у декоративном стилу са минијатурама ходочасника. Мапа је из Краљевска библиотека Белгије, датирана на средину 12. века. | Дијаграм Јерусалима у округлом облику из 12. века                         |
| око 1170    | Хашка мапа            | непознат        | Најпознатија од једанаест округлих крсташких мапа. Мапа је у декоративном стилу са минијатурама борбених крсташа. | Дијаграм Јерусалима у округлом облику из 12. века                         |
| 1100-те     | Париска мапа          | непознат        | Округла мапа са детаљним сликама зграда. Једна је од четири крсташке мапе са везом са Gesta Francorum, из копије Liber Floridus која се чува у Националној библиотеци Француске; носи део текста из Gesta Francorum око и унутар мапе. Сматра се да је из 12. века. | Дијаграм Јерусалима у округлом облику из 12. века                         |
| 1100-те     | Упсалска мапа         | непознат        | Још једна од четири округле мапе са везом са Gesta Francorum. Налази се у рукопису између Historia Hierosolymitana Роберта Монаха и Gesta Francorum (представљене као 10. књига Historia Hierosolymitana), чуване у Библиотека Универзитета у Упсали. Поново је откривена 1995. | Дијаграм Јерусалима у округлом облику из 12. века                         |
| 1100-те     | Мапа из Сент Омера    | непознат        | Округла мапа из копије Gesta Francorum која се чува у француском граду Сент Омер. | Дијаграм Јерусалима у округлом облику из 12. века                         |
| око 1200    | Лондонска мапа        | непознат        | Из разноврсног скупа рукописа у Британској библиотеци. Још једна од четири округле мапе са везом са Gesta Francorum; носи део текста из Gesta Francorum око и унутар мапе. | Дијаграм Јерусалима и Свете земље из 12. века са градом у округлом облику |
| око 1200    | Мапа из Кодекса Харли | непознат        | Из Харлијеве библиотеке Британске библиотеке. Мапа представља итинерер ходочасника, са Јерусалимом као врхунцем. Није повезана са другим округлим мапама, јер има само четири симетричне капије и нема раскрсница. Мапа "нема претензије на тачност", већ представља "ауторову концепцију свог путовања". | Дијаграм Јерусалима и Свете земље из 12. века са градом у округлом облику |
| око 1200-те | Мапа из Монпељеа      | непознат        | Чува се у библиотеци Универзитета у Монпељеу. Мапа је оријентисана ка северу, једина је крсташка мапа у квадратном облику и укључује опис крсташких снага распоређених изван зидина града. Локалитети идентификовани на мапи – различити локалитети Исусовог страдања, место где је Јелена пронашла крст и пупак света – налазе се на локацијама "само далеко повезаним са стварношћу". | Дијаграм Јерусалима у квадратном облику из 13. века                       |
| око 1250    | Мапа Метјуа Париса    | Метју Парис     | Ходочасничка мапа из Chronica Majora. Вероватно је заснована на скупу итинерера. | Цртеж Јерусалима из 13. века                                              |
| 1300-те     | Копенхагенска мапа    | непознат        | Округла мапа у северноевропском стилу. Анотације је вероватно направио Хаукр Ерлендсон. | Дијаграм Јерусалима у округлом облику из 14. века                         |
| 1300-те     | Штутгартска мапа      | непознат        | Округла мапа из Württembergische Landesbibliothek. Првобитно је набављена из Опатија Цвифалтен, а сматра се да је из 14. века. | Дијаграм Јерусалима у округлом облику из 14. века                         |
| 1321        | Мапа Санудо-Весконте  | Пјетро Весконте | Објављена у Liber Secretorum. Дело је имало за циљ да поново распламса дух крсташких ратова. Сматра се вероватним да картографија датира пре коначног губитка Јерусалима од стране крсташа 1244. године. Мапа се фокусира на водоснабдевање града. Мапа "нема очигледног претходника" у облику мапе; сматра се да су коришћени текстови Јосифа Флавија и Бурхард од Сионске горе. | Цртеж Јерусалима из 14. века                                              |

### Значајне мапе од 15. до 18. века
| Датум   | Назив             | Картограф              | Коментари | Слика                               |
| ------- | ----------------- | ---------------------- | --- | ----------------------------------- |
| 1472    | Коминелијева мапа | Пјетро дел Масајо      | Мапа припремљена за Алфонса II Напуљског. Била је једна од многих мапа које су пратиле латински превод Птолемејеве Географије Јакопа д'Анђела, коју је преписао француски писар Хуго Коминели, а илустровао фирентински картограф Пјетро дел Масајо. Сматра се "реалистичном" мапом, али укључује и низ имагинарних историјских елемената. Савремени елементи на мапи укључују Муристан, означен као "Hospicium Peregrinorum" и Купола на стени са исламским полумесецом на врху, означена као "Templum Solomonis", док имагинарни елементи укључују центар света ("mundi medium") смештен у Цркви Светог Гроба. | Детаљна мапа Јерусалима из 15. века |
| 1475    | Ритерова мапа     | Себалд Ритер           | Сматра се првом познатом "фрањевачком мапом" Јерусалима. Мапа приказује Јерусалим из перспективе Маслинске горе. Фрањевачки ред, који је Ватикан именовао за чуваре Светих места 1342. године, био је посвећен ширењу знања о граду. Многе од главних градских зграда нацртане су "прилично тачно". Ритер и његов сапутник Ханс Тухер били су ходочасници из Нирнберга; текст је мешавина латинског и италијанског. џамија ал-Акса је означена као "Црква Сарацена" (Ecclesie Sarazeni). | Детаљна мапа Јерусалима из 15. века |
| 1483–86 | Реувихова мапа    | Ерхард Реувих          | Прва штампана мапа Јерусалима. Објавио ју је Бернхард фон Брејденбах у Мајнцу (где је штампарска машина изумљена) у свом делу Peregrinatio in Terram Sanctam. Мапа је постављена "знатно ван размере" унутар мапе шире Свете земље. | Детаљна мапа Јерусалима из 15. века |
| 1578    | Мапа де Анђелиса  | Фра Антоино де Анђелис | Најутицајнија фрањевачка мапа Јерусалима, коју су копирали бројни каснији картографи. Мапу, коју је гравирао Марио Картаро и штампао у Санта Марија ин Аракоели у Риму, поново је откривена 1981. године. | Детаљна мапа Јерусалима из 16. века |
| 1608    | Виленбергова мапа | Јан Виленберг          | Објављена у делу Криштофа Харанта Путовање из Чешке у Свету земљу, преко Венеције и мора. То је био први чешки путопис по Палестини; Харант је детаљно измерио Црква Светог Гроба, упоређујући га са прашком Катедрала Светог Вида. | Детаљна мапа Јерусалима из 17. века |
| 1620    | Амикова мапа      | Бернардино Амико       | Исправљена верзија мапе де Анђелиса. Мапу је направио де Анђелисов наследник на месту званичног фрањевачког картографа. Дело је објављено 1620. године у детаљном прегледу Свете земље Trattato delle Piante & Imagini de Sacri Edificii di Terra Santa, disegnate in Gierusalemme [Трактат о плановима и сликама светих грађевина Свете земље, нацртаних у Јерусалиму]. | Детаљна мапа Јерусалима из 17. века |
| 1621    | Дешејова мапа     | Луј Дешеј              | Прва штампана мапа која приказује град из вертикалне птичје перспективе. Дело је објављено 1624. године у Voyage du Levant, fait par le commandement du roi en 1621, детаљно описујући Дешејово путовање у регион по наређењу Луј XIII. | Детаљна мапа Јерусалима из 17. века |
| 1634    | Минхенска мапа    | непознат               | Проскинетарион произведен у Јерусалиму и Мар Саба. То је најстарија позната грчка православна мапа Јерусалима из 17. и 18. века. Аутор је идентификован као монах из Јерусалима са Крита по имену Акакије (Ἀκακίου ἱερομοναχοῦ τοῦ Κρητὸς). Као и већина таквих грчких православних мапа, Црква Светог Гроба је централна и преувеличана компонента мапе. Мапа је поглед из птичје перспективе са југа на Јерусалим овалног облика, приказујући реалистичне приказе бројних главних градских зграда. Исламски полумесец је приказан на врху бројних структура, укључујући Купола на стени.                       | Детаљна мапа Јерусалима из 17. века |
| 1728    | Де Пјерова мапа   | Де Пјер                | Сматра се релативно тачним приказом, са необичним фокусом на хришћанске манастире у Јерусалиму и околини. Мапу је нацртао иначе непознати ходочасник из Беча, потписан као De Pierre Eques S.S. Sepulchri. Вероватно је копирана са мапе коју је исте године објавио Патријарх Хрисант Нотарас. Мапа је била посвећена царици Елизабети Кристини, супрузи Карла VI. | Детаљна мапа Јерусалима из 18. века |

### Значајне мапе из 19. века
| Датум   | Назив                       | Картограф                          | Коментари | Слика                                                       |
| ------- | --------------------------- | ---------------------------------- | --- | ----------------------------------------------------------- |
| 1818    | Зиберова мапа               | Франц Зибер                        | Прва мапа заснована на стварним теренским мерењима. Описана је као "прво модерно мапирање" Јерусалима. Мапа је заснована на 200 тачних и прецизних геометријских тачака, тако да су зид, Кедронска долина и одређене џамије приказане тачно, али неке градске улице и долине нису тачно нацртане, неке зграде и неке карактеристике су укључене тамо где нису постојале. | Детаљна мапа Јерусалима из 19. века                         |
| 1835    | Катервудова мапа            | Фредерик Катервуд                  | Друга мапа заснована на стварним теренским мерењима, и прва која је користила мерења за унутрашњост Храмовне горе. Путовање у регион постало је лакше након Египатско-османског рата 1831–33; премеравање подручја које су предузели Катервуд и његови сапутници Џозеф Бономи и Франсис Арундал представљало је "први важан допринос познавању подручја" за каснији талас путника у то подручје. Катервуд је допунио општи премер детаљним обрисом града забележеним помоћу камера луцида, припремљеним са крова куће Понтија Пилата. Иако никада нису објављене у облику књиге, Катервудове мапе су често користили други научници, посебно у Библијска истраживања у Палестини Едварда Робинсона. | Детаљна мапа Јерусалима из 19. века                         |
| 1841    | Мапа Краљевских инжењера    | Едвард Алдрих и Џулијан Сајмондс   | Настала током Оријенталне кризе 1840. Мапа је објављена 1849. уз дозволу Генерал-мајстора артиљерије, Маркиза од Англсија. Мапа је приватно штампана за Одбор за артиљерију у августу 1841. и објављена у смањеном облику у Алдерсоновим Професионалним радовима Краљевских инжењера 1845. а касније као додатак другом издању Светог града: историјске, топографске и антикварне белешке о Јерусалиму Џорџа Вилијамса из 1849. године, заједно са мемоаром о плану од 130 страница. Мемоар је садржао додатак од три странице који је бранио план од критика Едварда Робинсона. | Детаљна мапа Јерусалима из 19. века                         |
| 1845    | Кипертова мапа              | Хајнрих Киперт                     | Заснована на мапи Краљевских инжењера, заједно са подацима Ернста Густава Шулца, који је био пруски конзул од 1842. године. Објављена је као део Шулцовог предавања за Друштво за географију у Берлину. Приказује савремени град са библијским слојевима. | Детаљна мапа Јерусалима из 19. века                         |
| 1858    | Мапа Ван де Велдеа          | Чарлс Вилијем Мередит ван де Велде | Једна од најтачнијих мапа објављених пре Орднанс Сурвеја. Ван де Велде се срео са Титусом Тоблером у Швајцарској 1855. године, где су се договорили да направе нову мапу Јерусалима комбиновањем Тоблерових сопствених мерења са мањкавом мапом Краљевских инжењера из 1840–41. Тоблер је објавио мемоар од 26 страница који прати мапу. | Детаљна мапа Јерусалима из 19. века                         |
| 1864–65 | Орднанс Сурвеј оф Јерусалем | Чарлс Вилијем Вилсон               | Прва мапа која користи модерне технике премеравања, и први Орднанс Сурвеј који се одржао изван Уједињеног Краљевства. Произвела је "прву савршено тачну мапу [Јерусалима], чак и у очима модерне картографије", и идентификовала истоимени Вилсонов лук. Премер је пружио темељ и подстицај за стварање Палестинског истраживачког фонда. Трошкове обезбеђивања геометара Краљевских инжењера покрио је Ратни уред британске владе, док је сам премер финансирао Анџела Бердет-Кутс. | Детаљна техничка орднанс сурвеј мапа Јерусалима из 19. века |
| 1873    | Илешов рељеф                | Стефан Илеш                        | Први научни рељефни модел града. Конструисан је између 1864. и 1873. за Светску изложбу у Бечу 1873, од топљеног и кованог цинка у размери 1:500. Био је изложен више од 40 година у женевском Калвинијум, када је 1920. премештен у складиште како би се направило место за Друштво народа; поново откривен 1984. године, изложен је у Музеј Давидове куле у Јерусалиму од 1990-их. | Тродимензионални модел Јерусалима из 19. века               |